# Дворац грофа Караса у Хоргошу
Дворац Грофа Караса се налази у Хоргошу, изграђен је 1795. године по плану непознатог бечког архитекте, у стилу провинцијског барока, за потребе наследника Грофа Антала Миклоша Караса, оснивача места Хоргош. Дворац данас има статус културног добра од великог значаја.

## Историја
Подигнут је крајем 18. века, по плану непознатог бечког архитекте. Подигнут је у стилу провинцијског барока, за потребе наследника Грофа Антала Миклоша Караса. Својим изгледом, као и детаљима, дворац породице представља представља грађевину са јасним барокним обележјима.
Након Другог светског рата, дворац је коришћен као школа. У заштићеној околини Карасовог парка током 1999. године изграђено је школско игралиште.

## Изглед дворца
Дворац је у својим основама у облику ћириличног слова Г (или латиничног слова L), то је приземна грађевина, чији је крајњи део главна зграда, а дворишни део је највероватније касније догрђен. Иако приземан, каштел је издигнут око једног метра изнад земљиног тла и такав почива на високој сокли. Приступ до репрезентативног краћег дела зграде је преко широког степеништа и трема. На оградним стубићима трема постављене су декоративне вазе. Ограда трема је сачињена од кованог гвожђа, заједно са свим гитерима на прозорима и вратима (са богатим вегетабилним мотивима у виду ружа, пупољака, лала и листова). Кровни покривач је првобитно био покривен шиндром, а данас бибер црепом који красе три лимене стилизоване вазе, које су симетрично распоређене. На чеоној, асиметричној, троделној фасади ризалит је посебно наглашен кровним барокним фронтоном, који је преко архитравног фриза са триглифима и метопама ослоњен на четири висока пиластра завршена композитним капителима. Изнад плитких лукова прозора и врата ризалита налази се пластична рељефна флорална декорација, исто као и над осталим отворима, профилисане архитравне греде на конзолама. Главна фасада садржи централни ризалит, асиметрично постављен на дужини главне фасаде. Он је наглашен прилазним степеницама и плитком терасом, а у висини кровишта наглашен барокном атиком и мансардним кровиштем. Остале фасаде су мало скромније обрађене. Испод дела краћег тракта налази се засведени подрум.

## Реконструкције
Одлуком Покрајинске владе 2015. године се очекује комплетно реновира објекта. Тог датума дворац слави 250 година од своје изградње. Објекат је данас заштићен привременом оградом, која је ту постављена још 2008 године, када је право коришћења дворца пренесено на месну заједницу Хоргош.

## Галерија
- Дворац Карас, пројекат Дворци Србије
- Дворац Карас
- Дворац Карас
- Дворац Карас
- Дворац Карас
- Дворац Карас
- Дворац Карас
- Дворац Карас
- Дворац Карас
- Дворац Карас